# Колядюк, Георгий Валентинович
Георгий Валентинович Колядюк (5 июня 1957, Орджоникидзе, Днепропетровская область) — советский футболист, нападающий. Мастер спорта СССР.
С 12 лет занимался в футбольной школе ДЮСШ Орджоникидзе, тренер Николай Шариков. В 1973 году играл за дубль донецкого «Шахтёра», затем отслужил два года в армии. В 1975 году перешёл в «Колос» Никополь, за который, после победы в первенстве Украинской ССР, стал играть во второй лиге. В 1977 году перешёл в клуб первой лиги «Металлург» Запорожье. В 1979 году вернулся в «Колос», с которым вышел в первую лигу, где за восемь сезонов в 284 играх забил 98 голов. С учётом трёх голов за «Металлург» занимает 10 место в числе лучших бомбардиров первой лиги.
1987 год завершил в полтавской «Ворскле», после чего закончил профессиональную карьеру. В 1989—1990 играл за родной «Авангард».
Некоторое время работал тренером, затем — продавцом в магазине. В течение 17 лет работал на Никопольском заводе ферросплавов чистильщиком ферросплавов.